# Sebastian Preiß
Sebastian Preiß (født 8. februar 1981 i Ansbach) er en tysk håndboldspiller, der spiller for den tyske Bundesligaklub TBV Lemgo. Han kom til klubben i 2005 efter at have spillet 4 sæsoner hos ligarivalerne THW Kiel.

## Landshold
Preiß debuterede på det tyske landshold i 2002, og har i sin karriere spillet 85 landskampe og scoret over 200 mål. Han var blandt andet med til at vinde VM-guld i 2007 på hjemmebane i Tyskland. 
Ved EM i 2008 var det Preiß, der i semifinalen mod Danmark få sekunder før tid lavede straffekast på Michael V. Knudsen. Et straffekast som Lars Christiansen omsatte til dansk sejr og finaleplads. 